# Raul Olle
Raul Olle, född 23 januari 1968, är en estnisk längdskidåkare som tävlade på elitnivå mellan 1995 och 2007. Han tävlade för Skiclub Voru.
Raul Olle deltog flera gånger i Vasaloppet och stod som slutsegrare där år 2000. 2004 slutade han tvåa efter Anders Aukland från Norge.
Han representerade Estland i olympiska vinterspelen 1998 och 2002.

### Fotnoter
1. ↑  ”Historiska segrare”. Vasaloppet. Arkiverad från originalet den 16 september 2016. https://web.archive.org/web/20160916113925/http://www.vasaloppet.se/wp-content/uploads/sites/1/2016/05/historiska_segrare_vasaloppet_sve_2016-05-03.pdf. Läst 30 november 2013.
2. ↑  ”Profile: Raul Olle”. sports-reference.com. Arkiverad från originalet den 13 december 2012. https://web.archive.org/web/20121213102829/http://www.sports-reference.com/olympics/athletes/ol/raul-olle-1.html. Läst 8 oktober 2011.